# 芝加哥打鬼 (電影系列)
芝加哥打鬼（英語：Return of The Living Dead）

## 特色
此片顛覆一般觀眾『只要射擊殭屍頭部就會死亡』的刻板印象，殭屍在這部電影中不再緩慢行走，只啃人腦不吃肉，殭屍吃腦的原因是可以驅除復活以後的痛苦，甚至還會喊叫著「brain」且會與人對答，並且還會做開車門等誇張動作，此片殭屍不得焚燒，因焚燒後得氣體就是讓屍體復甦的毒物〝2-4-5 Trioxin〞(台譯為戴奧辛)此系列的初回作Return of The Living Dead小小的幽了同為殭屍電影的活死人之夜一默，同時此電影也是向活死人之夜的導演喬治羅米洛致敬。

## Return of The Living Dead系列
※日本上映時譯為バタリアン(Battalion；軍團或部隊之意)
Return of The Living Dead
上映時間：1985
劇情簡介：軍方運輸至醫療用品公司處分的危險毒氣在無意中擴散，墓地數百具屍體甦醒開始侵襲小鎮，火葬場外百隻殭屍圍困，對外道路淪陷，困於火葬場的龐克族青少年與殯儀館的工作人員該如何逃出生天？
Return of The Living Dead part2
上映時間：1988年
劇情簡介：運輸讓屍體復甦的毒物〝Trioxin-245〞鐵筒的軍方人員不慎遺落，毒物混著雨水流入附近的墳地，小鎮居民的惡夢再度復甦
Return of The Living Dead 3
上映時間：1993
劇情簡介：經過前兩回的大災難，人類似乎還是不知〝Trioxin-245〞的可怕，某處的軍事基地進行著〝TAIOXIN〞的屍體復甦實驗，想讓殭屍成為無敵的軍事武器，但軍方殊不知，這實驗又將成為災害的導火線。
Return of the Living Dead 4:Necropolis
電視放映時間：2005
劇情簡介：Return of The Living Dead 3的事件10年後的故事，軍方決定放棄實驗棄置毒氣〝Trioxin-245〞，部份棄置的毒氣進入了複合企業『Hybra Tech』的手中，進行他們的最新研究，高中生朱利安與叔叔查爾斯居住，查爾斯是為『Hybra Tech』工作的科學家，朱利安的朋友傑克因越野車賽發生事故死亡，朱利安的另一位友人凱蒂卻目睹到傑克進入『Hybra Tech』，為了調查真相他潛入『Hybra Tech』的工廠，而他在那裡目睹了恐怖光景.....
Return of the Living Dead 5:Rave To The Grave
電視放映時間：2006
劇情簡介：經歷那場殭屍大戰的朱利安已是大學生，偶然在叔叔查爾斯的地下室發現發現一筒Trioxin-245，朱利安詢問知悉化學的友人克迪，克迪偷偷取出些許Trioxin-245內殭屍的體液製作成毒品『Z』，私下販賣給學生，而克迪不知道他賣出的商品將掀起另一起殭屍災難

## 其他
在盜版錄影帶繁盛時期，曾經有片商把玉米田的小孩(Children of the Corn)也譯為芝加哥打鬼，造成視聽混亂。

## 相關
活死人之夜
恐怖電影
喪屍